# Iyarmaguas
Iyarmaguas o Iyarmauas (en árabe: إجرمواس‎, en rifeño: ⵉⵊⴰⵔⵎⴰⵡⴰⵙ, en francés: Ijermaouas) es una comuna rural marroquí de la provincia de Driuch, en la región Oriental. Desde 1912 hasta 1956 perteneció a la zona norte del Protectorado español de Marruecos.